# Le Petit-Celland
Le Petit-Celland è un comune francese di 185 abitanti situato nel dipartimento della Manica nella regione della Normandia.

## Società

### Evoluzione demografica
Abitanti censiti